# Geraecormobius cunhai
Geraecormobius cunhai is een hooiwagen uit de familie Gonyleptidae.